# Panzerregiment 24
Het Panzerregiment 24 was een Duits tankregiment van de Wehrmacht tijdens de Tweede Wereldoorlog.

## Krijgsgeschiedenis

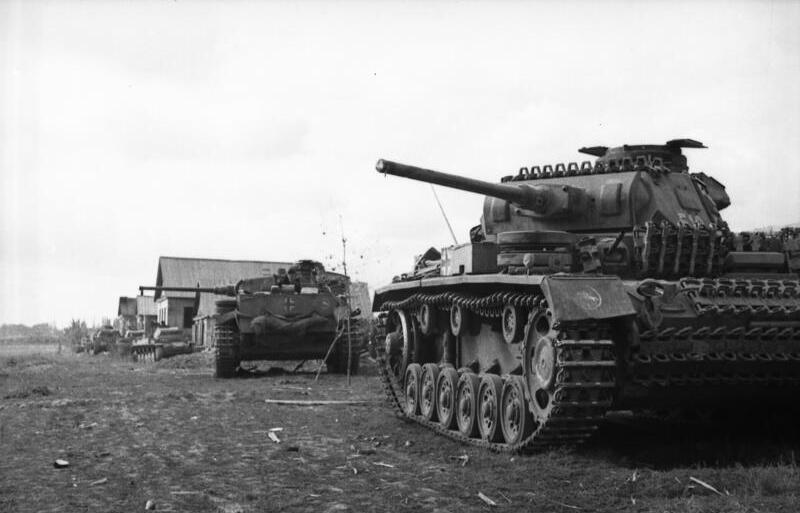
Panzer III‘s van het regiment in Rusland, juni 1942

Panzerregiment 24 werd opgericht op 3 december 1941 op Oefenterrein Stablack in Wehrkreis I. De staf ontstond uit de staf van Reiterregiment 2, de I. Abteilung uit I./Reiter-Rgt. 2, de II. Abteilung uit II./Reiter-Rgt. 2, de III. Abteilung uit Reiter-Rgt. 21. Verder werden 1. en 2./Pz.Abt. 101 ingevoegd.
Het regiment maakte bij oprichting deel uit van de 24e Pantserdivisie en bleef dat gedurende zijn hele bestaan.
Het regiment capituleerde (met de rest van de divisie) bij Stalingrad op 2 februari 1943.
Op 17 februari 1943 werd het regiment opnieuw opgericht bij Cormeillesin Frankrijk en viel opnieuw onder de (nieuwe) 24e Pantserdivisie. De regimentsstaf werd opgericht en verder een II. Abteilung uit resten van de oude 3 Abteilungen (4  compagnieën). Op 22 mei 1943 volgde dan nog een III. Abteilung door invoegen van de Pz.Abt. 127 (ex 27e Pantserdivisie) (4  compagnieën).
Het regiment capituleerde (met de rest van de divisie) in Sleeswijk-Holstein aan geallieerde troepen op 8 mei 1945.

## Samenstelling bij (eerste) oprichting
- I. Abteilung met 3 compagnieën (1, 2, 4)
- II. Abteilung met 3 compagnieën (5, 6, 8)
- III. Abteilung met 3 compagnieën (9, 10, 12)
- plus 15e compagnie Feldersatz

## Wijzigingen in samenstelling
De II. Abteilung werd op 12 juli 1943 omgevormd tot een Panther-Abteilung en vervolgens op 25 juli 1943 in I. Abteilung omgedoopt.
Eind juli 1943 ging het regiment met zijn divisie mee naar Noord-Italië en later naar het Oostfront. De I. Abteilung bleef achter in Frankrijk. Aangezien het Panzerregiment 16 van de 116e Pantserdivisie zijn Panther-Abteilung miste, nam deze de I./Pz.Reg.24 mee naar het front in Normandië. Deze I. Abteilung werd op 28 december 1944 in Bergen/Fallingbostel opgefrist en vervolgens naar de 1e Pantserdivisie in Hongarije gestuurd en kwam daarmee niet meer terug bij het regiment.

## Opmerkingen over schrijfwijze
- Abteilung is in dit geval in het Nederlands een tankbataljon.
- II./Pz.Rgt. 24 = het 2e Tankbataljon van Panzerregiment 24

## Commandanten
| Rang                                      | Naam                           | Begin            | Eind               |
| ----------------------------------------- | ------------------------------ | ---------------- | ------------------ |
| Oberst                                    | Gustav-Adolf Riebel            | 3 januari 1942   | 23 augustus 1942 † |
|                                           |                                |                  |                    |
| Oberstleutnant Oberst (vanaf 1 juli 1944) | Karl-August Freiherr von Bülow | 20 december 1943 | 1 september 1944   |

Oberst Gustav-Adolf Riebel sneuvelde op 23 augustus 1942 bij Morozov, en werd postuum nog bevorderd tot Generalmajor.
Panzerregiment 1 · Panzerregiment 2 · Panzerregiment 3 · Panzerregiment 4 · Panzerregiment 5 · Panzerregiment 6 · Panzerregiment 7 · Panzerregiment 8 · Panzerregiment 9 · Panzerregiment 10 · Panzerregiment 11 · Panzerregiment 15 · Panzerregiment 16 · Panzerregiment 17 · Panzerregiment 18 · Panzerregiment 21 · Panzerregiment 22 · Panzerregiment 23 · Panzerregiment 24 · Panzerregiment 25 · Panzerregiment 26 · Panzerregiment 27 · Panzerregiment 28 · Panzerregiment 29 · Panzerregiment 31 · Panzerregiment 33  · Panzerregiment 35 · Panzerregiment 36 · Panzerregiment 39 · Panzerregiment 69 · Panzerregiment 80 · Panzerregiment 100 · Panzerregiment 101 · Panzerregiment 102 · Panzerregiment 116 · Panzerregiment 118 · Panzer-Lehr-Regiment 130 · Panzerregiment 201 · Panzerregiment 202 · Panzerregiment 203 · Panzerregiment 204 · Schweres Panzer-Regiment Bäke · Panzerregiment Brandenburg · Panzerregiment Coburg · Panzerregiment Feldherrnhalle · Panzerregiment Feldherrnhalle 2 · Panzerregiment Hermann Göring · Panzerregiment Großdeutschland · Panzerregiment Kurmark · Panzerregiment von Lauchert · Panzerregiment Major Rettemeier · Fallschirm-Panzerregiment 1 · Fallschirm-Panzerregiment 21 · SS-Panzerregiment 1 LSSAH · SS-Panzerregiment 2 · SS-Panzerregiment 3 · SS-Panzerregiment 5 · SS-Panzerregiment 9 · SS-Panzerregiment 10 · SS-Panzerregiment 11 · SS-Panzerregiment 12